# Asparagus mucronatus
Asparagus mucronatus là một loài thực vật có hoa trong họ Măng tây. Loài này được Jessop mô tả khoa học đầu tiên năm 1966.